# Oichi
Oichi (お市) o Oichi-no-kata (お市の方) (1547–1583) fou una personalitat històrica durant el període Sengoku tardà al Japó feudal. És coneguda principalment per ser la mare de tres filles que es van casar amb personatges importants -Yodo-dono, Ohatsu i Oeyo.
Oiche era la germana petita d'Oda Nobunaga; i fou la cunyada de Nōhime, la filla de Saitō Dōsan. Oichi era famosa per la seva bellesa i el seu fort caràcter. Era descendent dels clans Taira i Fujiwara.

## Vida com a esposa i mare
Després que Nobunaga conquerís Mino, l'any 1567, va negociar el matrimoni d'Oichi, que llavors tenia 20 anys, amb Nagamasa, amb l'objectiu d'ajudar a posar els fonaments d'una aliança amb el seu rival, el senyor de la guerra Azai Nagamasa. Aquest matrimoni, de significat clarament polític, consolidava l'aliança entre els clans Oda i Azai. Oichi va tenir, amb Nagamasa, un fill (Manjumaru) i tres filles: Yodo-dono, Ohatsu i Oeyo.
Cap a l'estiu de l'any 1570, Nagamasa va trencar la seva aliança amb Nobunaga i va anar a la guerra contra ell amb el clan Asakura. Un relat explica que Oichi va enviar al seu germà una bossa de porotos lligada per ambdós extrems, el que a primera vista semblava un amulet de la bona sort, en realitat era una advertència que sería atacat pel front i per l'avantguarda pels clans Asakura i Azai. Segons aquest relat, Nobunaga, va entendre el missatge i es va retirar a temps de la línia d'assalt del seu cunyat.
La lluita va continuar durant tres anys fins que les forces d'Asakura i altres forces anti-Oda foren destruïdes o minvades. Oichi va estar al costat del seu marit al Castell Odani al llarg de tot el conflicte, encara després que Toyotomi Hideyoshi, un vassall de Nobunaga, comencés a assetjar el castell. Quan Odani és envoltat, Nobunaga exigeix que la seva germana li sigui tornada abans de l'atac final. Nagamasa accedeix, permetent que Oichi i les seves tres filles surtin del castell. Nagamasa havia perdut l'esperança de poder guanyar, i decideix cometre seppuku.
Oichi i les seves filles van romandre sota la protecció de la família Oda durant la següent dècada. Després que Nobunaga fos assassinat l'any 1582, els seus fills i vassalls es van dividir en dues faccions, encapçalades per Katsuie i Hideyoshi, els dos principals generals de Nobunaga. Nobutaka, el tercer fill de Nobunaga, es trobava en el primer d'aquests grups i va concertar el casament d'Oichi amb Katsuie, per assegurar la seva lleialtat cap al clan Oda. Malgrat això, cap a l'any 1583, Katsuie fou vençut per Hideyoshi a la batalla de Shizugatake, forçant-lo a retirar-se a la seva llar al Castell Kitanosho. Mentre l'exèrcit de Hideyoshi assetjava el castell, Kasutie li demana a Oichi que fugi juntament amb les seves filles i que cerqui la protecció de Hideyoshi. Oichi es nega, insistint a morir juntament amb el seu marit, després que les seves filles fossin tretes del castell. La parella va morir durant l'incendi que va consumir el castell.

## Les filles de Oichi
Les tres filles d'Oichi van esdevenir figures històriques importants pel seu propi pes. Yodo-dono, la més gran i més famosa, esdevé concubina de Hideyoshi, que havia assassinat la seva mare i el seu padrastre. És coneguda pel nom de Yodo-dono o Yodogimi (del Castell de Yodo, el qual li va ser entregat per Hideyoshi), i té dos fills amb Hideyoshi, incloent-hi el seu hereu, Hideyori. Yodo-dono i el seu fill Hideyori moren durant el Setge d'Osaka, la batalla final del període Sengoku.
Ohatsu, la segona filla d'Oichi, es casa amb Kyogoku Takatsugu, un home pertanyent a una família noble que alguna vegada havia estat servida pel clan Azai. El clan Kyogoku fa costat a Ieyasu després de la mort de Hideyoshi, permetent-li fer d'intermediària entre Ieyasu i Yoko-dono. Ella va treballar en va per intentar posar fi a les hostilitats, i després de la mort de Yodo-dono i Hideyori, va aconseguir rescatar a la filla de Hideyori i la va internar en un convent budista.
Oeyo, la filla menor d'Oichi, es casa amb Tokugawa Hietada, hereu del Shogun Ieyasu i el segon Shogun Tokugawa. Té nombrosos fills, entre els quals hi ha el tercer Shogun, Iemitsu, i Kazuko, consort de l'Emperador Go-Mizunoo. Okiko, la filla de Kazuno (i, per tant, la neta d'Oeyo), esdevé l'Emperadriu Meishō. Amb la qual cosa, de forma pòstuma, Oichi esdevé àvia d'un Shogun i besàvia d'una emperadriu del Japó.